# Akiko Suwanai
Akiko Suwanai (Tóquio, 7 de fevereiro de 1972) é uma violinista japonesa que, após vencer o Concurso Internacional Tchaikovsky em 1990, se estabeleceu como uma das artistas mais requisitadas de sua geração.

## Biografia
Akiko foi a violinista mais jovem a ganhar o Concurso Internacional Tchaikovsky, realizado em Moscou, em 1990, quando tinha 18 anos. Em 1989 ela ficou com a segunda colocação no Concurso Rainha Elisabeth.
Suwanai iniciou seu aprendizado musical sob os cuidados de Toshiya Eto, na Escola de Música Toho Gakuen, no Japão. Depois, ingressou na escola superior Juilliard School da Universidade Columbia, onde estudou com Dorothy DeLay e Cho-Liang Lin e, finalmente, estudou com Uwe-Martin Haiberg na Universität der Künste Berlin, localizada na Alemanha.
Até 2019 ela tocou o violino Dolphin Stradivarius, fabricado em 1714, emprestado a ela pela Nippon Music Foundation. Depois de devolvido, ela recebeu o violino Charles Reade, fabricado pelo luthier Guarneri del Gesù , fabricado em 1732, também por empréstimo, do colecionador japonês Ryuji Ueno.
Em maio de 2009, Akiko se apresentou no Auditório de Barcelona, no Concerto para Violino e Orquestra em Ré Maior, de Igor Stravinsky, com direção de Eiji Oue.[carece de fontes?]

## Discografia
- Bruch: Concerto Nº 1 /Fantasia escocesa
Akiko Suwanai, violino
Sir Neville Marriner, Academy of St. Martin in the Fields
11 de novembro de 1997: Philips Classics Records
- Akiko Suwanai: Souvenir
Akiko Suwanai, violino; Phillip Moll, piano
8 de junho de 1998: Philips
- Dvořák: Concerto para violino
Akiko Suwanai, violino
Iván Fischer, Budapest Festival Orchestra
9 de outubro de 2001: Decca
- Mendelssohn: Concerto para violino / Tchaikovsky:  Concerto para violino
Akiko Suwanai, violino
Vladimir Ashkenazy, Orquesta Filarmónica Checa
20 de dezembro de 2001: Decca
- Brahms, Dvořák, Janáček
Akiko Suwanai, violino
8 de maio de 2002: Philips
- Sibelius & Walton concertos para violino
Akiko Suwanai, violino
Sakari Oramo, Orquesta Sinfônica da Cidade de Birmingham
2003: Decca
- Poème
Akiko Suwanai, violino
Charles Dutoit, Orquesta Filarmônica de Londres
9 de novembro de 2004: Decca
- Bach: Concertos para violino
Akiko Suwanai, violino
Orquesta de Câmara da Europa
2 de maio de 2006: Decca